# Stephen McFarland
Stephen George McFarland (Nacido, 21 de diciembre de 1955, Condado de Tarrant, Texas) es un diplomático estadounidense que fue Embajador de Estados Unidos en Guatemala.

## Vida personal
Hijo del diplomático, George A. McFarland Jr., el embajador McFarland creció en América Latina y el Medio Oriente, también en Texas y en los suburbios de Washington D. C..
Se graduó del Colegio Franklin Delano Roosevelt en Lima, Perú, asimismo de la Universidad de Yale y del Air War College, también asistió al Curso de Líderes de Pelotón del Cuerpo de Marines.
El Embajador habla español con fluidez, también algo de Guaraní y actualmente estudia K'iche' el segundo idioma más hablado en Guatemala después del español.

## Carrera diplomática
Se unió al Servicio Exterior de Estados Unidos en 1977, y fue enviado a Maracaibo, Venezuela.
Ha prestado servicio en varias asignaciones en América Latina enfocándose en el apoyo de los Estados Unidos para las Transiciones Democráticas, Derechos Humanos y Seguridad.
Ha servido como Oficial Político en Ecuador y Perú, Oficial de Recepción en Nicaragua y Cónsul Político en El Salvador, Bolivia y Perú. Fue el miembro de los Estados Unidos en el Grupo Internio del Cese al fuego en la frontera Perú-Ecuador en 1995 y la guerra del Cenepa. Después sirvió como Jefe Adjunto de Misión y Encargado de Negocios en Paraguay y Guatemala, y Jefe Adjunto de Misión en Venezuela, así como Encargado de Asuntos para Cuba en el Departamento de Estado.

## Embajador en Guatemala
Fue nominado a embajador por el presidente George W. Bush y la Secretaria de Estado Condoleezza Rice y aprobado por el Senado de los Estados Unidos.
McFarland fue juramentado por el Subsecretario de Estado John Negroponte en Washington D. C. el 30 de junio de 2008, y llegó a Guatemala como embajador el 5 de agosto de 2008 con su esposa Karin y sus hijos Chris, Andrew, Alex y Kevin.